# Front d'Unió Nacional per la Salvació de Kamputxea

El KUFNS va recuperar la bandera adoptada per Khmer Issarak en l'època de resistència contra els francesos, declarant-la la bandera de la RPK.

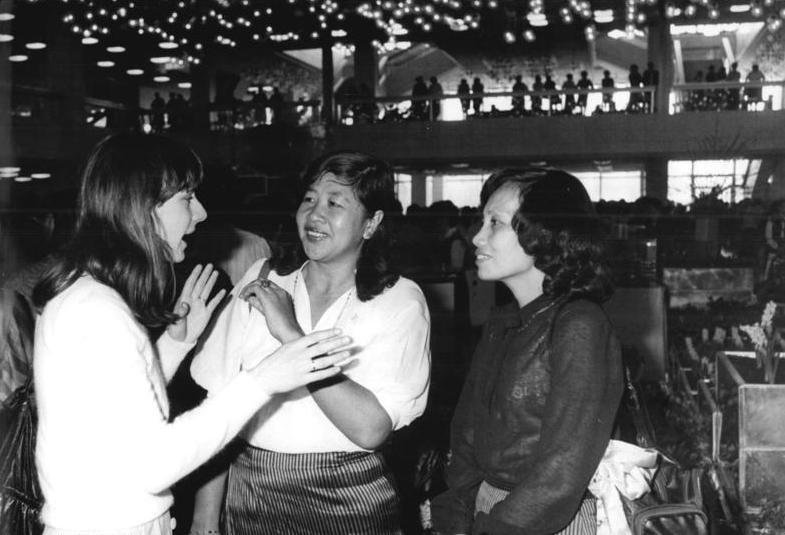
Nuth Kim Lay i Res Sivanna, líders de l'Associació de Dones Revolucionàries de Kamputxea (ADRK), a l'Alemanya Oriental, assistint al Congrés de la DDA de 1987

El Front d'Unió Nacional per la Salvació de Kamputxea, també conegut com a Front Khmer Unit per la Salvació Nacional (en khmer: រណសិរ្សសាមគ្គីសង្គ្រោះជាតិកម្ពុជា; KUFNS, per les seves sigles an gnlès), i generalment abreujat com a Front de Salvació o pel seu acrònim en francès, FUNSK (Front Uni National pour le Salut du Kampuchéa), va ser el nucli del règim cambodjà que va col·laborar en la caiguda dels Khmers rojos i, posteriorment, va establir la República Popular de Kamputxea (RPK).

## Història
La fundació del FUNSK es va produir el 2 de desembre de 1978 a la província de Kratié, prop de la frontera amb el Vietnam, en una reunió celebrada per setanta dissidents cambodjants determinats a fer caure el govern de Pol Pot. Heng Samrin va ser elegit com el líder del front, que en poques setmanes va aconseguir expandir la seva influència a tots dos costats de la frontera. Aquesta unió va definir-se com una organització político-militar heterogènia, que va legitimar la invasió del país per part del Vietnam i va precipitar la derrota de la Kamputxea Democràtica dels khmers rojos. Així, va fonamentar la creació d'un nou estat anomenat República Popular de Kamputxea, així com la reconstrucció d'un país que havia estat devastat i empobrit. Aquesta organització ha patit diversos canvis de nom, a més d'adaptar-se a les diverses realitats històriques del país.

## Dates commemorades
Totes les organitzacions que formen part del KUFNCD realitzen manifestacions públiques en les següents diades:
- Dia de la Solidaritat Vietnam-Kamputxea el 18 de febrer.
- Dia de l'Odi el 20 de maig.
- Dia de la Solidaritat entre el Poble i l'Exèrcit el 19 de juny.